# ISO 15118

Logotipo "Plug and Charge" para la facturación automatizada al cargar vehículos eléctricos de batería (BEV). Protocolos descritos en la norma ISO 15118. El logotipo aparece como una letra "P" (Plug) a la que le falta una sección en el cuenco para aludir también a la letra "C" (Charge). En el hueco hay una línea horizontal que probablemente representa un cable o una toma de corriente.

La norma ISO 15118 Road vehicles -- Vehicle to grid communication interface es un estándar internacional que define la comunicación del vehículo a la red (V2G) para la carga y descarga de vehículos eléctricos.
El estándar proporciona una característica de Enchufar y Cargar (Plug & Charge)  utilizada por algunas redes de vehículos eléctricos.

## Documentos del estándar
Loa norma ISO 15118 está compuesta por las siguientes partes:
- ISO 15118-1: General Information and use-case definition[3]
- ISO 15118-2: Network and application protocol requirements[4]
- ISO 15118-3: Physical and data link layer requirements[5]
- ISO 15118-4: Network and application protocol conformance test[6]
- ISO 15118-5: Physical layer and data link layer conformance test[7]
- ISO 15118-8: Physical layer and data link layer requirements for wireless communication[8]
- ISO/NP 15118-9: Phisical and data link layer conformance test for wireless communication[9]